# Загребелье (Козельщинский район)
Загребелье (укр. Загребелля) — село в Хоришковском сельском совете Козельщинского района Полтавской области Украины.
Код КОАТУУ — 5322085007. Население по переписи 2001 года составляло 33 человека.

## Географическое положение
Село Загребелье находится на левом берегу реки Псёл, выше по течению на расстоянии в 1,5 км расположено село Голтва, ниже по течению на расстоянии в 3 км расположено село Хоришки, на противоположном берегу — село Прилипка.
По селу протекает пересыхающий ручей.

## История
Село указано на трехверстовке Полтавской области. Военно-топографическая карта.1869 года как отметка без названия